# Cold Steel (cuchillería)
Cold Steel, Inc. es una empresa estadounidense que fabrica cuchillos y herramientas de hoja, armas de entrenamiento, espadas y otras armas de artes marciales con filo y sin filo, con sede en Ventura, California, Estados Unidos. Los productos Cold Steel se fabrican en todo el mundo, incluidos los Estados Unidos, Japón, China, Taiwán, India, Italia y Sudáfrica.

## Productos

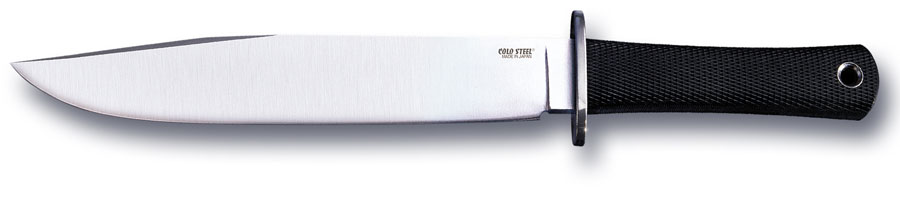
Trailmaster de Cold Steel

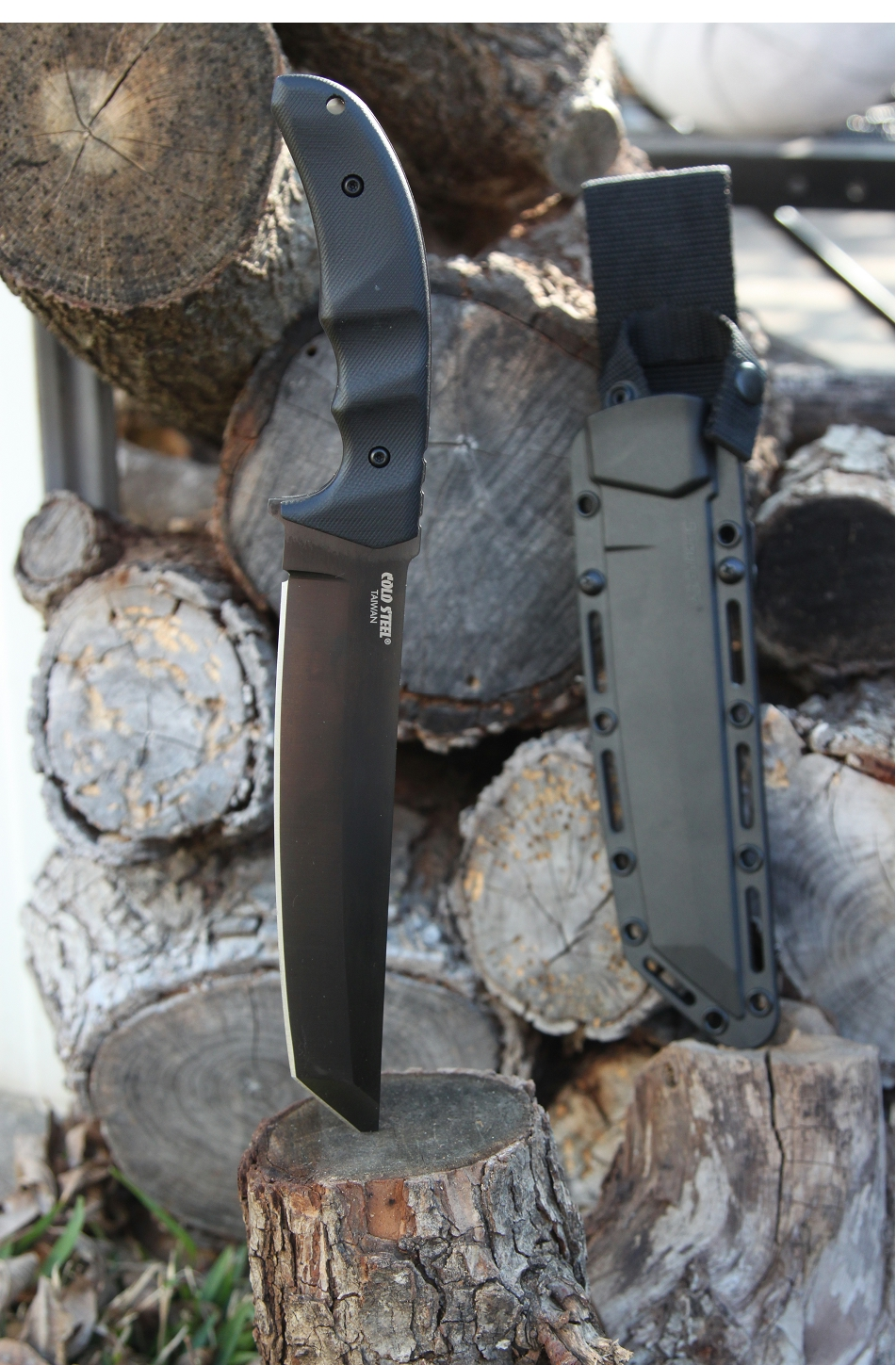
Cuchillo de diseño Cold Steel Tanto con cartucho Black Hills Ammunition Company. Acero al carbono con alto contenido de cromo + vanadio. Longitud de la hoja: 7 1/2" Longitud total: 12 3/4" Acero: US CPM 3-V de alto carbono Peso: 13 oz Espesor de la hoja: 0,2 pulgadas Mango: 4 3/4" de largo Funda G-10: Seguro -Ex®

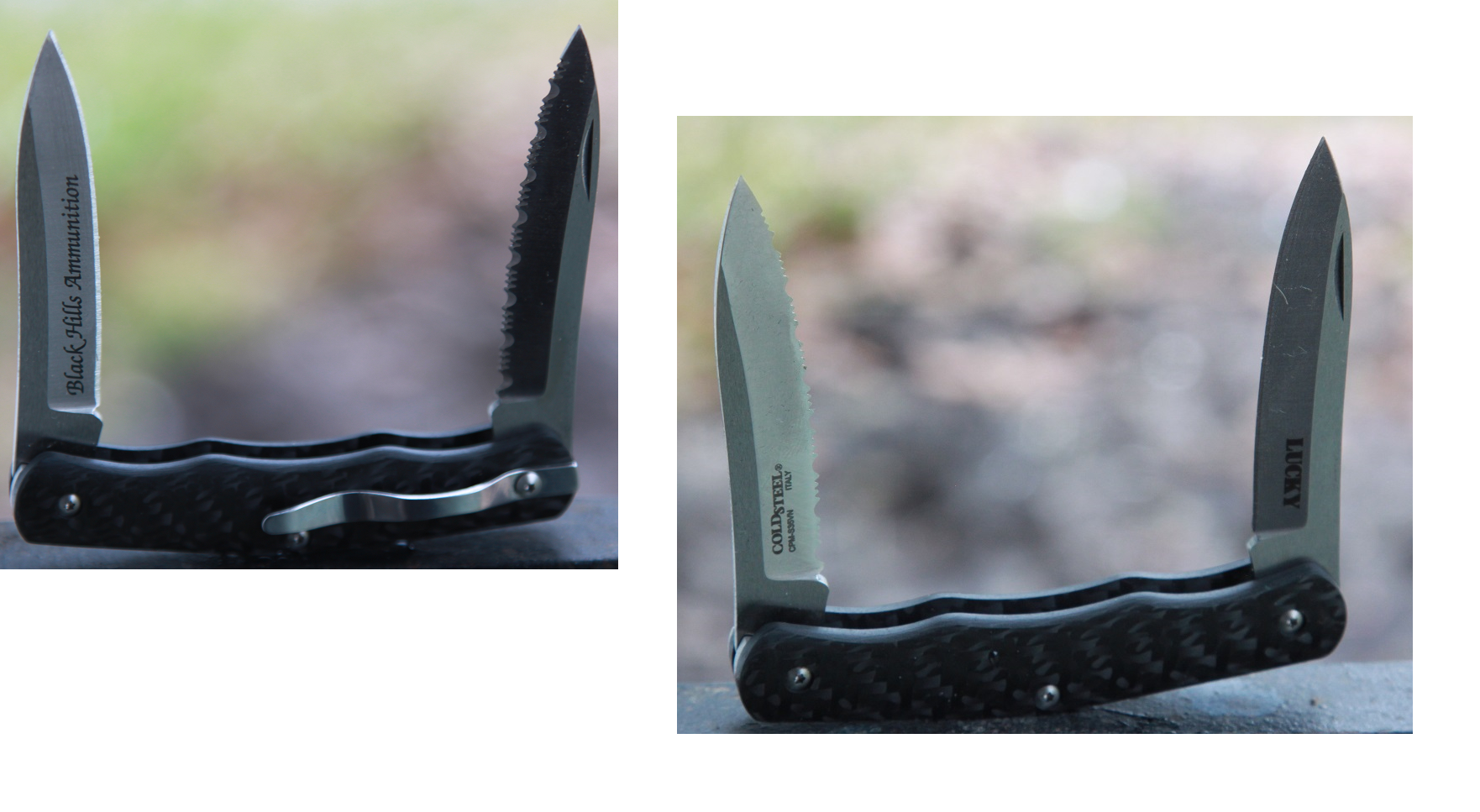
Navaja «Lucky» Gentleman de Cold Steel fabricada en Italia de acero S35VN, con hojas de 2 5/8"

Los productos de la compañía incluyen cuchillos de hoja fija, navajas, espadas, machetes, hachas, kukris, cerbatanas, bastones y otros artículos y equipo de entrenamiento de artes marciales. Sus cuchillos son utilizados por personal militar y policial en todo el mundo.
A Cold Steel se le atribuye la popularización del tantō estadounidense en 1980. Cold Steel comercializó cuchillos fabricados para ellos por Camillus en los Estados Unidos utilizando un acero al carbono con el nombre de marca registrada «Carbon V» (en español 'carbono cinco'). Casi todos sus cuchillos importados se fabricaron en Seki, Japón, utilizando AUS-8, que Cold Steel etiquetó como «400 Series Stainless». También tenían dos modelos fabricados en Taiwán, los cuales cambiaron a Japón en 2000. En 2007, Camillus New York quebró y Cold Steel se vio obligado a encontrar un nuevo fabricante para sus cuchillas fijas de acero al carbono. Cold Steel fue primero a China, pero debido a supuestos problemas de calidad se cambiaron a Taiwán para la producción. Al mismo tiempo, Cold Steel trasladó toda su fabricación de navajas desde Seki hacia Taiwán. El acero al carbono era SK5 y el acero inoxidable era AUS-8, ambos importados a Taiwán desde Japón. Sin embargo, los modelos Sanmai III siguieron siendo estrictamente de producción japonesa.
Hoy en día, los cuchillos fabricados en Japón usan acero inoxidable VG-1 y núcleo Sanmai III VG1, los modelos de Taiwán usan acero inoxidable alemán 4116, acero D2, acero con alto contenido de carbono 1055, O-1 con alto contenido de carbono, SK-5 con alto contenido de carbono, acero japonés, acero inoxidable AUS 8A, aceros en polvo American CTS XHP y CPM S35VN y acero para herramientas American CPM 3V. Las palas fijas Sanmai III más grandes están fabricadas por Hattori. Las navajas de Cold Steel son reconocidas por su fuerza de bloqueo, debida principalmente a la introducción del mecanismo de bloqueo TRI-AD, diseñado por el fabricante de cuchillos personalizado Andrew Demko.
Las espadas de Cold Steel están hechas principalmente de acero con alto contenido de carbono 1055 y acero de Damasco.
Muchos de los productos de Cold Steel están diseñados por el presidente de la empresa Lynn C. Thompson y se basan en diseños de cuchillos tradicionales de todo el mundo, pero Cold Steel también ha colaborado con fabricantes de cuchillos personalizados como Andrew Demko, Phil Boguszewski, Zach Whitson, Steven Likarich, Keith Dehart, Rich McDonald, Bob Koga, Fred Perrin y Lloyd Pendleton en ciertos diseños.

## Marketing
Cold Steel es conocido por sus videos y DVD de marketing gráfico (titulados «PRUEBA», en inglés PROOF) que demuestran la resistencia, nitidez, retención de bordes y durabilidad de sus productos. Las pruebas destacadas incluyen perforar capós de automóviles, cortar grandes trozos de carne y cadáveres de animales que cuelgan libremente, apuñalar o cortar maniquíes de gel balístico, y cortar rollos de tatami y cuerdas de poliéster colgantes con un solo golpe.

## En los medios
Los productos de Cold Steel aparecen en gran medida en películas, programas de televisión, juegos y series web. Sus cuchillos han tenido un uso destacado en numerosas películas de acción desde principios de la década de 1980. Muchos de los empleados de Cold Steel son artistas marciales y expertos en armas, que aparecen en sus infames videos de marketing. Algunos de los miembros de su «equipo» son también de Hollywood los dobles, coreógrafos de lucha y formadores, más notablemente Ron Balicki, Lucas LaFontaine y Anthony De Longis. Thompson también escribe artículos regulares sobre el uso de cuchillos en defensa propia.

## División de proyectos especiales
División de proyectos especiales (en inglés Special Projects) es una división de Cold Steel Inc. que produce una línea de herramientas y armas tales como palas y lanzas tipo Spetsnaz. Además, una línea de hachas, hachas y martillos se comercializa con el nombre de The American Tomahawk Company.